# Gouverneurswahl in New York 1798
Die Gouverneurswahl in New York von 1798 fand im April 1798 statt, wo der Gouverneur und der Vizegouverneur von New York gewählt wurden.

## Kandidaten
John Jay stellte sich als Föderalist zu Wiederwahl für das Amt des Gouverneurs von New York an. Sein Gegenkandidat war Robert R. Livingston von der Demokratisch-Republikanischen Partei. Beide traten jeweils mit Stephen Van Rensselaer als Vizegouverneurskandidat an.

## Ergebnis
| Bild   | Kandidat             | Partei                    | Stimmen | Stimmen  |
| Bild   | Kandidat             | Partei                    | Anzahl  | Prozent  |
| ------ | -------------------- | ------------------------- | ------- | -------- |
|        | John Jay             | Föderalisten              | 16.012  | 54,01 %  |
|        | Robert R. Livingston | Demokratisch-Republikaner | 13.632  | 45,99 %  |
| Gesamt | Gesamt               | Gesamt                    | 29.644  | 100,00 % |